# 阿茲特克 (新墨西哥州)
阿茲特克（英語：Aztec）是一個位於美國新墨西哥州聖胡安縣的城市。同時該地也是聖胡安縣的縣治。

## 地方資料
阿茲特克的座標為36°49′20″N 108°45′28″W / 36.82222°N 108.75778°W，而該地的海拔高度為1721米（即5646英尺）。根據2020年美國人口普查，該地共人口6201人，而該地的面積約為44.41平方千米。